# Привалова, Надежда Михайловна
Надежда Михайловна Привалова (14 марта 1908 — 29 декабря 1976) — советский художник-мультипликатор и художник-постановщик мультипликации.

## Биография
Училась в студии живописи им. Репина, в 1930—1932 годах — в изотехникуме при ИЗОГИЗе.
С 1932 года была художником-мультипликатором в «Межрабпомфильме»; работала с режиссёрами В. Сутеевым, Иваном Ивановым-Вано, Валентиной и Зинаидой Брумбергами.
С 1934 года — работала в мультипликационном цехе «Мосфильма», с 1936 года — на киностудии «Союзмультфильм».
В качестве художника-мультипликатора принимала участие в создании свыше сорока фильмов, многие из которых были отмечены премиями на Международных кинофестивалях.

С 1957 года, совместно с Татьяной Сазоновой, является художником-постановщиком практически всех мультфильмов, поставленных своим мужем — режиссёром Леонидом Амальриком.
Похоронена на Пятницком кладбище в Москве.

## Фильмография

### Художник
1. «Возвращённое солнце» (1936)

### Художник-постановщик
1. 1958 «Кошкин дом»
2. 1959 «Три дровосека»
3. 1960 «Непьющий воробей. Сказка для взрослых»
4. 1960 «Разные колёса»
5. 1961 «Семейная хроника»
6. 1962 «Две сказки»
7. 1963 «Бабушкин козлик. Сказка для взрослых»
8. 1964 «Дюймовочка»
9. 1966 «Про бегемота, который боялся прививок»
10. 1967 «Сказки для больших и маленьких»
11. 1968 «Хочу бодаться»
12. 1969 «Девочка и слон»
13. 1971 «Терем-теремок»

### Художник-мультипликатор
| - 1933 «Сказка про белого бычка» - 1934 «Клякса в Арктике» — не сохранился - 1937 «Волшебная флейта» - 1937 «Котофей Котофеевич» - 1937 «Негритянская сказка» - 1937 «Шумное плавание» - 1938 «Трудолюбивый петушок и беспечные мышки» - 1938 «Ивашко и Баба-Яга» - 1938 «Кот в сапогах» - 1938 «Лгунишка» - 1938 «Охотник Фёдор» - 1938 «Почему у носорога шкура в складках» - 1938 «Сказка о добром Умаре» - 1939 «Дядя Стёпа» - 1939 «Таёжные друзья» - 1942 «Киноцирк» - 1945 «Зимняя сказка» - 1945 «Пропавшая грамота» - 1945 «Теремок» - 1946 «Павлиний хвост» - 1947 «Конёк-Горбунок» - 1948 «Серая Шейка» - 1948 «Сказка о солдате» - 1948 «Первый урок» | - 1949 «Кукушка и скворец» - 1949 «Машенькин концерт» - 1949 «Чужой голос» - 1950 «Когда зажигаются ёлки» - 1950 «Крепыш» - 1950 «Олень и волк» - 1951 «Высокая горка» - 1951 «Лесные путешественники» - 1951 «Сказка о мёртвой царевне и о семи богатырях» - 1952 «Валидуб» - 1952 «Снегурочка» - 1953 «Волшебный магазин» - 1953 «Лесной концерт» - 1953 «Непослушный котёнок» - 1953 «Сестрица Алёнушка и братец Иванушка» - 1954 «Стрела улетает в сказку» - 1955 «Необыкновенный матч» - 1955 «Пёс и кот» - 1955 «Снеговик-почтовик» - 1955 «Стёпа-моряк» - 1956 «Кораблик» - 1956 «Старые знакомые» |

## Награды
- Медаль «За трудовое отличие» (6 марта 1950 года) — за выдающиеся заслуги в развитии советской кинематографии, в связи с 30-летием[2]